# Max-Planck-Institut für Informatik

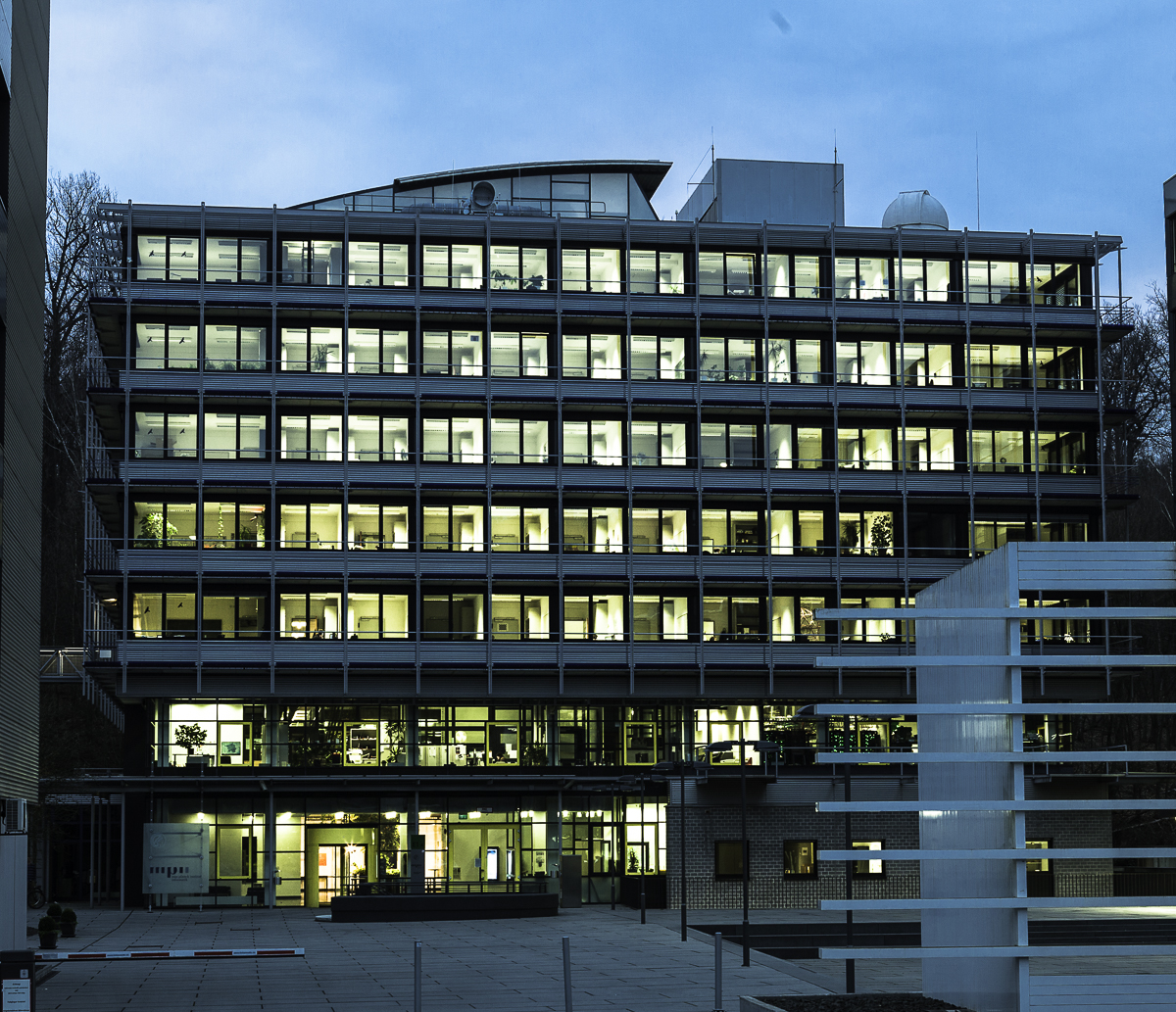
Max-Planck-Institut für Informatik

Das Max-Planck-Institut für Informatik (MPI-INF) ist ein Institut der Max-Planck-Gesellschaft; es hat seinen Sitz auf dem Campus der Universität des Saarlandes in Saarbrücken und wurde im November 1988 durch einen Beschluss des Senats der Max-Planck-Gesellschaft gegründet. Es nahm seine Arbeit im Dezember 1990 unter dem Gründungsdirektor Kurt Mehlhorn auf. Im darauffolgenden Jahr konnte Harald Ganzinger als zweiter Direktor gewonnen werden.
Das Max-Planck-Institut für Informatik war das erste Institut der Max-Planck-Gesellschaft in der Informatik. Ihm folgten das Max-Planck-Institut für Softwaresysteme, das Max-Planck-Institut für Intelligente Systeme und das Max-Planck-Institut für Sicherheit und Privatsphäre.
Den Schwerpunkt seiner wissenschaftlichen Forschung legt das Institut besonders auf Algorithmen und deren Anwendungen im weitesten Sinn. Das Interesse reicht von der Grundlagenforschung (Algorithmen und Komplexität, Automatisierung der Logik) bis zu einer Reihe von Anwendungsbereichen (Computer Vision und Maschinelles Lernen, Internetarchitektur, Computergrafik, Datenbanken und Informationssysteme, Visual Computing und Künstliche Intelligenz). Ziel der Arbeit des Instituts ist es, gleichermaßen durch wissenschaftliche Publikationen, Softwaresysteme und Ausbildung des akademischen Nachwuchses Wirkung zu erzielen.
Seit Bestehen des Instituts erhielten die Forscher zahlreiche Auszeichnungen: unter anderem wurde der Gottfried Wilhelm Leibniz-Preis verliehen an Kurt Mehlhorn (1987), Hans-Peter Seidel (2003), Anja Feldmann (2011); die Konrad-Zuse-Medaille an Kurt Mehlhorn (1995), Thomas Lengauer (2003), Gerhard Weikum (2021); der Karl Heinz Beckurts-Preis an Kurt Mehlhorn (1994), Christian Theobalt (2017) und ACM-Fellowships an Kurt Mehlhorn (1999), Gerhard Weikum (2006), Thomas Lengauer (2021), Bernt Schiele (2021).

## Arbeitsgruppen
Das Institut gliedert sich in sechs Abteilungen und zwei unabhängige Forschungsgruppen:
- Die Arbeitsgruppe Algorithms & Complexity (D1) wurde 1988 unter der Leitung von Kurt Mehlhorn gegründet und wird mittlerweile von Danupon Nanongkai geleitet. Sie beschäftigt sich mit der Effizienz von Algorithmen, der Korrektheit von Software und veröffentlicht diese als Softwarebibliotheken. Von dieser Arbeitsgruppe wurden unter anderem die Softwarebibliotheken LEDA (Library of Efficient Data types and Algorithms), CGAL (Computational Geometry Algorithms Library) und SILVIA (Simulation Library for Virtual Reality and Interactive Applications) entwickelt.

- Die AG Computer Vision and Machine Learning (D2) wurde im Jahr 2010 gegründet, Leiter ist Bernt Schiele. Die Arbeitsgebiete der Gruppe sind Computervision mit den Schwerpunkten Objekterkennung und 3D-Szenenbeschreibung sowie multisensorbasierte Kontexterkennung im Bereich Ubiquitous und Wearable Computing.

- Die 2018 gegründete und von Anja Feldmann geleitete AG Internet Architecture (D3) studiert die Architektur des Internets. Arbeitsgebiete sind unter anderem die kontinuierliche Analyse von Daten und Infrastruktur, Erkennung aktueller Flaschenhälse, die Erkundung neuer Möglichkeiten mit der Infrastruktur zu interagieren, die Entwicklung neuer Netzwerkmanagement- und Sicherheitsmechanismen sowie die Erkundung von Abhängigkeiten der Infrastruktur und wie sie resilienter gestaltet werden kann.

- Die AG Computer Graphics (D4) wurde 1999 unter Leitung von Hans-Peter Seidel gegründet und beschäftigt sich mit Analyse und Synthese von dreidimensionalen Bildern, sowie der Entwicklung von Modellen und Tools, die das große Datenaufkommen bei der Erfassung und Verarbeitung von Bilddaten handhaben können. Außerdem werden Algorithmen für die Bildverarbeitung entwickelt und in der Praxis erprobt.

- Im Oktober 2003 wurde die AG Databases and Information Systems (D5) unter der Leitung von Gerhard Weikum gegründet. Sie beschäftigt sich mit Qualität von Internet-basierten Informationssystemen, wobei das Langzeitziel die Entwicklung von Methodiken zur Wissensentdeckung darstellt. Dazu werden Konzepte, Modelle und Algorithmen aus Fachgebieten, wie unter anderem der Computerlinguistik und Maschinelles Lernen kombiniert. Ergebnisse der Forschungsarbeit sind als unterschiedliche Projekte veröffentlicht worden, zudem koordinierte die Gruppe bis 2013 das EU-Projekt Longitudinal Analytics of Web Archive data.[4]

- Die AG Visual Computing and Artificial Intelligence (D6) unter der Leitung von Christian Theobalt wurde 2021 gegründet und macht Grundlagenforschung zu den intersektionalen Themen Grafische Datenverarbeitung, Computer Vision und Künstliche Intelligenz.

- Seit September 2005 gibt es die Forschungsgruppe Automation of Logic (RG1), die sich mit dem automatischen Rechnen in Logik beschäftigt. Die Forschungsgruppe wird von Christoph Weidenbach geleitet.

- Im Jahr 2020 wurde die Forschungsgruppe Network and Cloud Systems (RG2) unter Yiting Xia gegründet. Forschungsschwerpunkt ist die Entwicklung performanter und kosteneffizienter Netzwerke und System für Cloud Computing mithilfe neuer Hardware, Netzwerkprotokolle und Anwendungen.

### Historische Arbeitsgruppen
- Die ehemalige AG2 Logik der Programmierung wurde 1991 unter Leitung von Harald Ganzinger gegründet und beschäftigte sich mit automatischen Theorembeweisen und deduktiven Methoden der Programmanalyse. Sie war beteiligt an den Projekten Verisoft zur Verifikation von sicherheitsrelevanter Software und AVACS zur ganzheitlichen Strategien der Softwareverifikation. Nach dem Tod Ganzingers am 3. Juni 2004 übernahm Thomas Lengauer die kommissarische Leitung.

- Die ehemalige AG3 Bioinformatik und Angewandte Algorithmik wurde 2001 unter Leitung von Thomas Lengauer gegründet und beschäftigte sich mit den Anwendungen der Informatik in der Biologie. Ein Ergebnis der Arbeit der Gruppe ist Geno2pheno, welches anhand mathematischer Modelle für AIDS-Patienten individuelle Listen von Wirkstoffen unter Berücksichtigung der Resistenzen der gefundenen Virusvarianten zusammenstellt.[5]

- Die Forschungsgruppe Maschinelles Lernen wurde im Januar 2007 am MPI-INF gegründet und wird seit 2008 an der Universität Potsdam fortgeführt. Ihr Leiter ist Tobias Scheffer.

## International Max Planck Research School on Trustworthy Computing
Die International Max Planck Research School on Trustworthy Computing (IMPRS-TRUST) ist ein gemeinsames Graduiertenprogramm des Max-Planck-Instituts für Informatik, des Max-Planck-Instituts für Softwaresysteme (MPI-SWS), der Fachrichtung Informatik an der Universität des Saarlandes und der Fachrichtung Informatik an der Rheinland-Pfälzischen Technischen Universität Kaiserslautern-Landau in Kaiserslautern, das Nachwuchswissenschaftler in einem internationalen Forschungsumfeld fördert und zur Promotion führt.
Die IMPRS-TRUST ist der Nachfolger der International Max Planck Research School for Computer Science (IMPRS-CS), einer 2000 gegründeten Kooperation mit der Universität des Saarlandes und dem MPI-SWS. Sie war von 2001 bis 2019 aktiv und wurde von Gerhard Weikum geleitet.

## Forschungsumfeld
In der deutschen Informatik-Spitzenforschung ist das Institut neben dem Max-Planck-Institut für Softwaresysteme (MPI-SWS), dem Deutschen Forschungszentrum für künstliche Intelligenz (DFKI), dem Schloss Dagstuhl – Leibniz-Zentrum für Informatik (LZI), dem Zentrum für Bioinformatik (ZBI), sowie der gesamten Fachrichtung Informatik der Universität des Saarlandes Teil des Saarland Informatics Campus (SIC). Dadurch bieten sich auch vielfältige Möglichkeiten der wissenschaftlichen Weiterqualifizierung.
Ferner gehört das Institut dem Verbund Computer Science Research at Max Planck Institutes (CS@MPI) an, welchem sich auch das Max-Planck-Institut für Intelligente Systeme (MPI-IS), das MPI-SWS, das Max-Planck-Institut für Sicherheit und Privatsphäre (MPI-SP), das Max-Planck-Institut für molekulare Zellbiologie und Genetik (MPI-CBG) und das Max-Planck-Institut für molekulare Genetik (MPI-MG) angeschlossen haben. Der Verbund kooperiert mit der Rheinland-Pfälzischen Technischen Universität Kaiserslautern-Landau, der Universität Stuttgart, der Universität des Saarlandes, sowie der Universität Tübingen. Gemeinsam bieten die Mitglieder das Graduiertenprogramm CS@max planck an.